# Ouro Verde de Minas
Ouro Verde de Minas este un oraș în Minas Gerais (MG), Brazilia.